# Heidi Reichinnek
Heidi Reichinnek   (Merseburg, 19 d'abril de 1988) és una política alemanya i membre del Bundestag de L'Esquerra. Des del 2024, exerceix com a líder del partit al Bundestag, al costat de Sören Pellmann.
Reichinnek es va interessar per la política quan era adolescent, oposant-se a les reformes Hartz IV i donant suport a la igualtat i el benestar social de les dones. A la universitat, va passar un semestre a l'estranger al Caire en plena Primavera Àrab i va ser testimoni de la revolució egípcia, que va afavorir el seu interès per la política. Reichinnek es va incorporar a L'Esquerra el 2015 i va ser elegida regidora de l'Ajuntament d'Osnabrück l'any següent. Es va presentar a les eleccions estatals de la Baixa Saxònia del 2017 i va ocupar el setè lloc a la llista del partit, però no va ser escollida. El 2019, es va convertir en presidenta de la secció de L'Esquerra a la Baixa Saxònia.
Va disputar la circumscripció electoral de la ciutat d'Osnabrück a les eleccions federals de 2021. Va quedar en cinquè lloc, però va ser escollida al Bundestag a la llista estatal. Dins del partit, es considerava partidària de Sahra Wagenknecht, i el 2019 va signar una carta oberta agraint a Wagenknecht la seva tasca política. Al congrés federal de L'Esquerra del juny de 2022, Reichinnek es va presentar sense èxit per a coliderar el partit, i va obtenir 199 vots (35,8%) en front dels 319 de Janine Wissler (57,5%).
El febrer de 2024, Reichinnek va ser elegida colíder del grup reorganitzat del Bundestag de L'Esquerra al costat de Sören Pellmann, i va derrotar Clara Bünger per 14 vots contra 13.
Va ser nominada com una de les dues candidates principals per a L'Esquerra a les eleccions federals alemanyes de 2025, juntament amb Jan van Aken.